# Abraham Viruthakulangara
Abraham Viruthakulangara (* 5. Juni 1943 in Kallara, Kerala, Indien; † 19. April 2018 in Delhi) war ein indischer Geistlicher und römisch-katholischer Erzbischof von Nagpur.

## Leben
Abraham Viruthakulangara studierte Philosophie und Theologie im nordindischen Indore und im St. Charles Seminar in Nagpur sowie an der Sagar University in  Sagar. Am 28. Oktober 1969 empfing er die Priesterweihe. Er war in der Seelsorge im zentralindischen Bundesstaat Madhya Pradesh tätig.
Papst Paul VI. ernannte ihn am 4. März 1977 zum Bischof von Khandwa. Der Erzbischof von Bhopal, Eugene Louis D’Souza MSFS,  spendete ihm am 13. Juli desselben Jahres die Bischofsweihe; Mitkonsekratoren waren Kuriakose Kunnacherry, Bischof von Kottayam, und George Marian Anathil SVD, Bischof von Indore.
Papst Johannes Paul II. ernannte ihn am 17. Januar 1998 zum Erzbischof von Nagpur; er starb im Bischofsamt.